# Sonate K. 80
Pour les articles homonymes, voir K80.
La sonate K. 80 en sol majeur est une œuvre pour clavier du compositeur italien Domenico Scarlatti.

## Présentation
La sonate en sol majeur K. 80, notée Minuet, figure à la suite de la sonate précédente du catalogue Kirkpatrick, formant un seul numéro dans le manuscrit de Venise. La pièce est chiffrée. Cependant, elle n'apparaît pas dans le catalogue Longo.

## Manuscrit
Le manuscrit principal est le numéro 45 du volume XIV de Venise (1742), copié pour Maria Barbara.

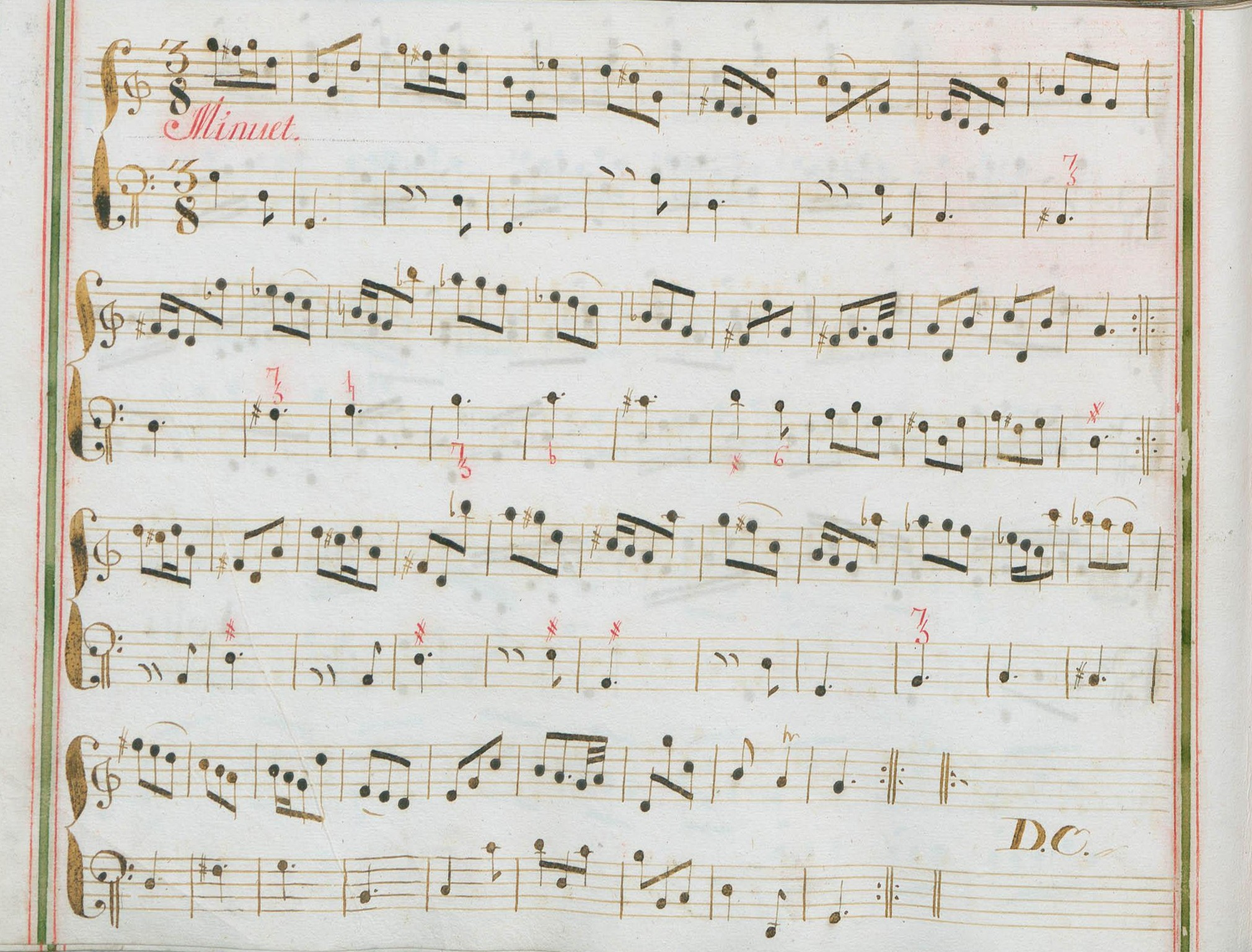
Venise XIV 45.

## Interprètes
La sonate K. 80 est défendue au clavecin par Scott Ross (1985, Erato), Richard Lester (2005, Nimbus, vol. 6), Silvia Márquez Chulilla (2017, IBS Classical) et Pieter-Jan Belder (Brilliant Classics).

## Sources
: document utilisé comme source pour la rédaction de cet article.
- Ralph Kirkpatrick (trad. de l'anglais par Dennis Collins), Domenico Scarlatti, Paris, Lattès, coll. « Musique et Musiciens », 1982 (1re éd. 1953 (en)), 493 p. (ISBN 978-2-7096-0118-4, OCLC 954954205, BNF 34689181).
- Alain de Chambure, « Domenico Scarlatti : Intégrale des sonates — Scott Ross », Erato (2564-62092-2), 1985 (OCLC 891183737) .